# Гусейн аль-Шафеї
Гусейн Магмуд Гасан аль-Шафеї (араб. حسين محمود حسن الشافعي, англ. Hussein El-Shafei; нар. 2 лютого 1918, Танта, Султанат Єгипет — пом. 18 листопада 2005, Каїр, Арабська Республіка Єгипет) — єгипетський політичний та військовий діяч, один з лідерів Липневої революції 1952 року, віцепрезидент Об'єднаної Арабської Республіки (1962-1975), генеральний секретар Арабського соціалістичного союзу (1964-1965).

## Життєпис

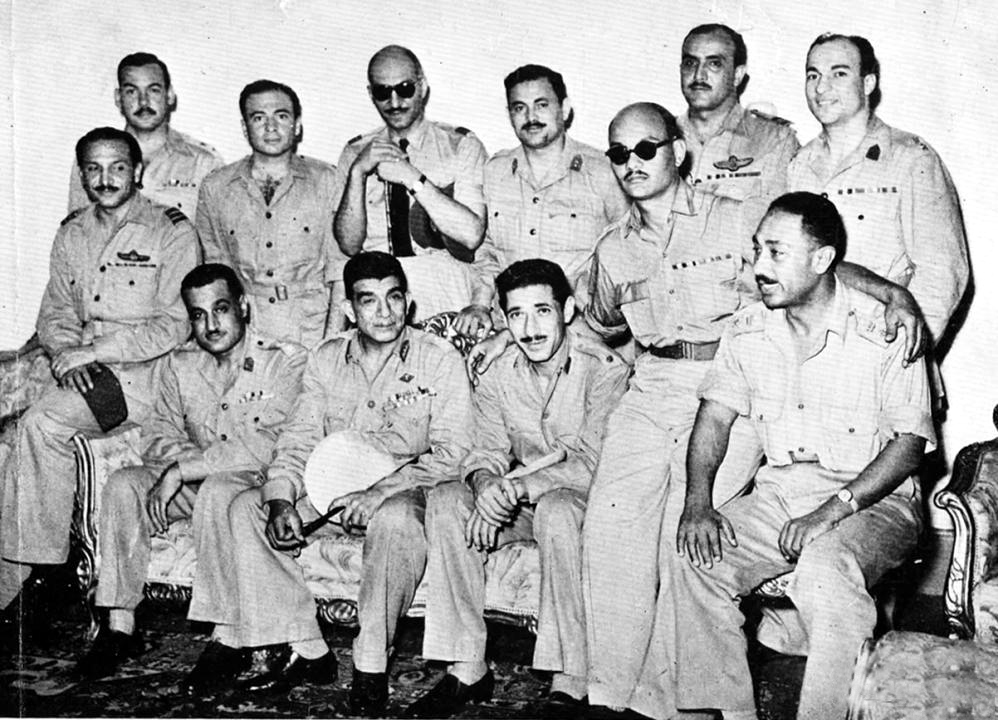
Гусейн аль-Шафеї серед членів «Руху вільних офіцерів». 1952

Гусейн аль-Шафеї народився в місті Танта. Закінчив Єгипетську військову академію у 1938 році. Під час навчання він потоваришував зі своїм ровесником Ґамалем Абдель Насером, майбутнім президентом Єгипту.
У 1948 році Гусейн аль-Шафеї брав участь у Першій арабо-ізраїльській війні.
Гусейн аль-Шафеї у 1951 році, за сприянням Ґамаль Абдель Насер, вступив у підпільну організацію «Рух вільних офіцерів». Згодом він стає одним з лідерів цієї підпільної організації. У 1952 році Гусейн аль-Шафеї стає одним з шести членів таємного Каїрського керівного комітету «Вільних офіцерів».
Під час Липневої революції 1952 року командував 1-ю бронетанковою бригадою. 
15 серпня 1952 року Гусейн аль-Шафеї увійшов до Ради революційного командування Єгипту. Цього ж року був призначений головою військового трибуналу.
З 17 квітня до 31 серпня 1954 року займав пост військового міністра в уряді Ґамаль Абдель Насера.

16 серпня 1961 року був призначений віцепрезидентом Об'єднаної Арабської Республіки. Після виходу Сирії зі складу Об'єднаної Арабської Республіки, 19 жовтня 1961 року йому також були передана посада міністра з соціальних справ та у справах вакфів. Також він був призначений Генеральним секретарем Вищого виконавчого комітету Арабського соціалістичного союзу. 30 вересня 1965 року Гусейн аль-Шафеї був звільнений з посад віцепрезидента та генерального секретаря Арабського соціалістичного союзу. 
Через два роки, 19 червня 1967 року, Гусейн аль-Шафеї був знову призначений віцепрезидентом Єгипту, та очолив Вищий військовий трибунал, який розглядав справи вищих чинів армії, звинувачених у поразці в Шестиденній війні, та у змові з метою повалення Ґамаль Абдель Насера. 
20 березня 1968 року Гусейн аль-Шафеї був також призначений міністром у справах вакфів і соціальних справ та заступником прем'єр-міністра. 19 жовтня 1968 року він став одним з членів Вищої виконавчого комітету Арабського соціалістичного союзу. 
16 квітня 1975 року Гусейн аль-Шафеї був знятий з посади віцепрезидента, та зник з політичної арени.
Гусейн аль-Шафеї помер 18 листопада 2005 року після тривалої хвороби в Каїрі. Був похований з вищими військовими почестями 19 листопада 2005 року.